# Angie Lizeth Pabon Mamian
Angie Lizeth Pabon Mamian, née le 16 juillet 1997, est une athlète handisport colombienne concourant en T11 pour les athlètes ayant une déficience visuelle. Elle remporte une médaille de bronze aux Jeux paralympiques d'été de 2020.

## Carrière
Elle perd la vue dans un accident de la route en 2013.
Pour ses premiers Jeux en 2021, elle rafle la médaille de bronze sur le 400 m T11 derrière la Chinoise Liu Cuiqing et la Brésilienne Thalita Simplício.

## Palmarès

### Jeux paralympiques
- Jeux paralympiques d'été de 2020 à Tokyo :
  -  400 m T11